# Casa Milà
Casa Milà, znana tudi pod nazivom La Pedrera (v katalonščini kamnolom), je stavba v Barceloni, ki je delo znanega katalonskega arhitekta Antonija Gaudíja. Gradili so jo med letoma 1906 in 1910, uradno končana pa je bila leta 1912. Stoji na prestižni barcelonski ulici Passeig de Gràcia s hišno številko 92, na križišču z ulico Carrer de Provença, v mestni četrti Eixample. Stavba je bila zgrajena za družino Milà. V njej so v petih nadstropjih luksuzna stanovanja, uradi in razstavni prostori ter v pritličju prodajalna spominkov. Del palače je odprt za obiskovalce. Posebej atraktiven je obisk strešne terase in sprehod med dimniki.
Casa Milà je od leta 1984 pod UNESCOvo zaščito in je tedaj kot prva stavba iz 20. stoletja postala del svetovne kulturne dediščine. Sedanja lastnica zgradbe je katalonska banka Caixa Catalunya ter jo namenja za razstave umetniških del.